# Hampton Hawes
Hampton Barnett Hawes jr. (ur. 13 listopada 1928 w Los Angeles, zm. 6 lipca 1961 tamże) – afroamerykański pianista jazzowy.

## Życiorys
Urodził się w religijnej rodzinie. Jego ojciec, Hampton senior, był znanym pastorem Kościoła Prezbiteriańskiego. Natomiast matka, Gertrude z d Holman, była pianistką w świątyni Westminster Presbyterian Church. Jego starszy brat, Wesley Lowe, poszedł w ślady ojca i też został pastorem. Pierwsze wskazówki na temat gry na fortepianie otrzymał od matki, siedząc przy klawiaturze na jej kolanach, lecz w zasadzie był samoukiem. Od dziecka słuchał w domu muzyki gospel, ale dopiero boogie-woogie zrobiło na nim wrażenie. Pianiści Nat „King” Cole, Fats Waller i Art Tatum byli jego pierwszymi wzorami. Niewiele później zafascynował go Bud Powell i zaczął grać w jego stylu. Gdy dojrzał jako muzyk, stwierdził i powtarzał to przez całe życie, iż żałuje, że nie odebrał klasycznego wykształcenia i nigdy nie potrafił szybko czytać nut. Prawdopodobnie jednak właśnie dzięki temu jego gra nabrała oryginalności.
Zawodowo zadebiutował w 1944 w rhythmandbluesowym zespole saksofonisty Big Jaya McNeely’ego, chodząc jeszcze do szkoły średniej. Jako nastolatek grał też z tak znanymi muzykami Zachodniego Wybrzeża jak saksofoniści Dexter Gordon, Wardell Gray, Art Pepper i Teddy Edwards, oraz trębacz i flugelhornista Shorty Rogers. Nie ukończył szkoły, gdyż w ostatniej klasie podjął pracę w kwintecie trębacza Howarda McGhee. Występował w nim w latach 1950–1951. W jego składzie znajdował się także współtwórca bebopu – saksofonista Charlie Parker.
W latach 1952–1954 służył w U.S. Army. W okresie służby stacjonował m.in. w Japonii, grając w orkiestrze wojskowej. Po zwolnieniu ze służby sformował trio z kontrabasistą Redem Mitchellem i perkusistą Chuckiem Thompsonem. Grupa nagrała trzy albumy dla wytwórni Contemporary, które krytycy uznali za najlepsze płyty jazzowe powstałe wówczas na Zachodnim Wybrzeżu. W 1955 do następnych nagrań, tzw. „All Night Sessions”, zaprosił gitarzystę Jima Halla. W 1956 po półrocznym ogólnokrajowym tournée miesięcznik jazzowy „DownBeat” przyznał mu nagrodę Nowej Gwiazdy Roku.
Wcześnie zaczął brać narkotyki i szybko uzależnił się od heroiny. W 1958 został aresztowany za posiadanie narkotyków i następnie skazany na dziesięć lat pozbawienia wolności. W sierpniu 1963 zwrócił się do prezydenta Johna Kennedy’ego z prośbą o ułaskawienie. Otrzymał je na krótko przed zamachem w Dallas.
Po wyjściu z więzienia sformował zespół i odbył dziesięciomiesięczne tournée po Europie, Azji i Bliskim Wschodzie. Później już do końca życia prowadził własne zespoły, głównie tria, oraz nagrywał – przede wszystkim jako lider, ale także sideman. Na początku lat 70. zaczął grać na fortepianie elektrycznym muzykę zbliżoną do jazz-rocka, co jednak nie spodobało się jego słuchaczom. Powrócił więc do instrumentu akustycznego i głównego nurtu jazzu. W 1971 odbył ponowne tournée na Starym Kontynencie, występując m.in. w Londynie, Paryżu i Kopenhadze. Na stałe mieszkał w rejonie Bay Area w Kaliforii.
Napisał przy współpracy Dona Ashera bestsellerową autobiografię pt. Raise Up Off Me – A Portrait of Hampton Hawes, wydaną w 1974 (wyd. 2001, Da Capo Press, ISBN 978-1560253532). W 1975 książka została wyróżniona Nagrodą Deemsa Taylora, przyznawaną przez Amerykańskie Stowarzyszenie Kompozytorów, Autorów i Wydawców (ASCAP).
Zmarł nagle na udar mózgu. Miał 48 lat. Został pochowany w Lincoln Memorial Park w kalifornijskim Carson. Pozostawił, poślubioną w 1951, żonę Jacqueline z d. Clagett.

## Wybrana dyskografia

### Jako lider lub współlider
- 1955 Hampton Hawes Trio – Vol. 1 (Contemporary Records)
- 1956
  - This is Hampton Hawes (Contemporary)
  - Everybody Likes Hampton Hawes (Contemporary)
- 1958
  - All Night Session! Vol. 1 (Contemporary)
  - All Night Session! Vol. 2 (Contemporary)
  - All Night Session! Vol. 3 (Contemporary)
  - Four! – Hampton Hawes!!!! with Barney Kessel, Shelly Manne & Red Mitchell (Contemporary)
- 1961 For Real! (Contemporary)
- 1964 The Green Leaves of Summer (Contemporary)
- 1966 Here and Now (Contemporary)
- 1968 The Challenge (Victor World Group)
- 1969 The Seance (Contemporary)
- 1970
  - Hampton Hawes in Europe; 1967 (Prestige)
  - High in the Sky (Vault Records)
- 1971 Spanish Steps (Black Lion Records)
- 1973
  - I'm All Smiles (Contemporary)
  - Blues for Walls (Prestige)
- 1977 The Hampton Hawes All-Stars – Live at Memory Lane (Fresh Sound Records)
- 1978
  - Hampton Hawes at the Piano (Contemporary)
  - Charlie Haden–Hampton Hawes – As Long as There’s Music (Artists House)
- 1987 The Sermon (Contemporary)
- 1994 Something Special (Contemporary)
- 1999 Bird Song (Contemporary)

### Jako sideman
Z Artem Farmerem
- 1976 On the Road (Contemporary, 1976)

Z Dexterem Gordonem
- 1974 Blues à la Suisse (Prestige)
- 1977 The Hunt (Savoy)

Z Wardellem Grayem
- 1977 Live in Hollywood (Xanadu Records)

Z Warne Marshem
- 1979 Live in Hollywood (Xanadu)

Z Barneym Kesselem
- 1955 Kessel Plays Standards (Contemporary)
- Let's Cook! (Contemporary)

Z Charlesem Mingusem
- 1957 Mingus Three – Charles Mingus–Hampton Hawes–Danny Richmond lub Trio (Jubilee Records)

Z Blue Mitchellem
- 1975 Stratosonic Nuances (RCA)

Z Redem Mitchellem
- 1955 Red Mitchell (Bethlehem)

Z Artem Pepperem
- 1956 Surf Ride (Savoy)
- 1975 Living Legend (Contemporary)
- 1976 The Early Show (Xanadu)

Z Shortym Rogersem
- 1951 Modern Sounds (Capitol)
- 1953 Shorty Rogers and His Giants (RCA Victor)

Z Sonnym Rollinsem
- 1959 Sonny Rollins and the Contemporary Leaders (Contemporary)

Zestawienie wg dat wydania płyt